# یواس‌اس گریلینگ (اس‌پی-۲۸۹)
یواس‌اس گریلینگ (اس‌پی-۲۸۹) (به انگلیسی: USS Grayling (SP-289)) یک کشتی بود که طول آن ۵۰ فوت (۱۵ متر) بود.